# Swans
Swans — американський експериментальний рок-гурт, заснований 1981 року співаком, автором пісень та мультиінструменталістом Майклом Ґірою. Один з небагатьох гуртів, які вийшли з нью-йоркської no wave-сцени і залишилися незмінними протягом наступного десятиліття, Swans стали відомими завдяки постійно мінливому звучанню, досліджуючи такі жанри, як нойз-рок, постпанк, індастріал та пост-рок. Спочатку їхня музика була відома своєю звуковою брутальністю та мізантропічними текстами. Після приєднання вокалістки, авторки пісень і клавішниці Джарбо у 1986 році, Swans почали включати в свою музику мелодійність і складність. Джарбо залишалася єдиною постійною учасницею гурту, окрім Ґіри та гітариста Нормана Вестберга, аж до його розпаду у 1997 році.
У 2010 році Ґіра знову сформував гурт без Джарбо, створивши стабільний склад музикантів, який гастролював по всьому світу і випустив чотири альбоми, що отримали схвальні відгуки критиків. Ця ітерація гурту відіграла свої останні концерти в листопаді 2017 року, завершивши турне на підтримку свого останнього на той час альбому The Glowing Man. З 2019 року Ґіра гастролює і записується з різним складом Swans. Останній альбом гурту, The Beggar, вийшов 23 червня 2023 року. З 1990 року всі записи Swans виходили на власному лейблі Ґіри, Young God Records.

## Дискографія
Студійні альбоми
- Filth (1983)
- Cop (1984)
- Greed (1986)
- Holy Money (1986)
- Children of God (1987)
- The Burning World (1989)
- White Light from the Mouth of Infinity (1991)
- Love of Life (1992)
- The Great Annihilator (1995)
- Soundtracks for the Blind (1996)
- My Father Will Guide Me up a Rope to the Sky (2010)
- The Seer (2012)
- To Be Kind (2014)
- The Glowing Man (2016)
- Leaving Meaning (2019)
- The Beggar (2023)
- Birthing (2025)